# CS Pandurii Târgu Jiu
Clubul Sportiv Pandurii Lignitul Târgu Jiu je rumunský fotbalový klub z města Târgu Jiu, který byl založen roku 1963. Klub hraje nejvyšší rumunskou ligu. Domácím stadionem klubu je Municipal s kapacitou 20 054 míst. Klubové barvy jsou modrá a bílá.